# Панпсихизм
Панпсихизм (от др.-греч. παν- — всё- и ψυχή — душа) — представление о всеобщей одушевлённости природы. К формам панпсихизма относятся анимистические представления первобытных культур, гилозоизм в древнегреческой философии, а также учения о душе и психической реальности как подлинной сущности мира. Черты панпсихизма есть в учениях ряда немецких философов Нового времени: в концепции монады Г. В. Лейбница, в философских идеях Ф. В. Й. Шеллинга, А. Шопенгауэра, Г. Т. Фехнера, В. Вундта, Э. Гартмана, а также у К. Г. Юнга; в русской философии — у лейбницеанцев А. А. Козлова, Л. М. Лопатина, Н. О. Лосского и др. и у К. Э. Циолковского (монизм Вселенной).
Среди современных известных философов сторонниками панпсихизма являются Дэвид Чалмерс, Кристоф Кох и Гален Стросон. Панпсихизм наряду с нейтральным монизмом завоевал определённое доверие у части современных философов и учёных, специализирующихся на исследованиях сознания, поскольку он предлагает натуралистический подход к решению древних философских проблем, отвергая картезианский дуализм, христианскую теологию и механистическое мировоззрение, а также обещая решить актуальные социальные и экологические проблемы.

## Общие сведения
Термин «панпсихизм» ввёл в употребление итальянский философ XVI столетия Франческо Патрици. Этот термин состоит из двух греческих слов: παν (всё) и ψυχή (душа или сознание). Философы расходятся во мнениях относительно каждой из двух составляющих этого термина, а потому общепризнанного точного значения термина «панпсихизм» не существует. Одни сторонники панпсихизма доказывают, что буквально все объекты и системы объектов во вселенной обладают сознанием. Другие сторонники панпсихизма считают, что сознанием обладают только некоторые обширные классы объектов. Кроме того, панпсихизм не даёт чёткого определения того, что такое сознание, и в этом отношении он не имеет никаких преимуществ перед другими подходами к сознанию.
Большинство панпсихистов рассматривают человеческое сознание как уникальное высокоразвитое явление, имеющее нечто общее с сознанием животных, растений, неживых предметов, но при этом намного их превосходящее. При этом остаётся неясным, что именно общее есть у человеческого сознания с сознанием животных, растений и неживых предметов. Таким образом, панпсихизм представляет собой не чёткую стройную концепцию, а общий подход, то есть своего рода метатеорию сознания.
Панпсихизм следует отличать от близких к нему концепций:
- анимизм;
- гилозоизм;
- пантеизм;
- панентеизм;
- панэкспериентализм.

Среди перечисленных концепций только панэкспериентализм может считаться истинным панпсихизимом. В настоящее время именно панэкспериентализм чаще всего рассматривается философами в качестве современной формы панпсихизма, все остальные указанные концепции либо устарели, либо не имеют отношения к панпсихизму.

## История развития

### Эпоха Возрождения
После окончания эпохи эллинизма и заката стоицизма в Европе воцарилось монотеистическое религиозное мировоззрение. Поскольку панпсихизм фундаментально противоположен монотеистическим христианским догмам, с тех пор он находился в упадке на европейской территории в течение многих столетий. Дальнейшее развитие панпсихистских учений в этой части земного шара началось лишь в эпоху Возрождения. Сторонниками панпсихизма были пять крупнейших философов эпохи Возрождения: Джероламо Кардано, Бернардино Телезио, Франческо Патрици, Джордано Бруно и Томмазо Кампанелла.

#### Джероламо Кардано

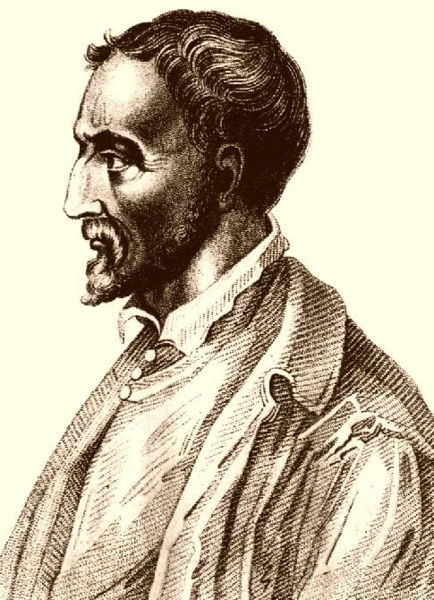
Джероламо Кардано

Джероламо Кардано первым среди европейских философов эпохи Возрождения выдвинул панпсихистскую философскую концепцию. Он полагал, что во Вселенной существуют три неизменных принципа: материя, пространство и мировая душа (anima mundi), обитающая везде или нигде. Именно благодаря мировой душе обеспечивается единство Вселенной. При этом он отрицал идею сотворения Вселенной богом из ничего. По словам Кардано, «нет большой разницы между человеком, лошадью или собакой», но человек находится на вершине животного мира благодаря тому, что наделён деятельным разумом (mens или anima intellectiva), представляющим собой часть мировой души. Mens — вечная нематериальная субстанция, содержащая в себе разум всех существовавших людей и людей, которым ещё предстоит родиться. Отношение индивидуального деятельного разума отдельного человека к коллективному разуму подобно отношению солнечного луча к солнцу. Онтология Кардано соответствует не только панпсихизму, но и пантеизму.

#### Бернардино Телезио

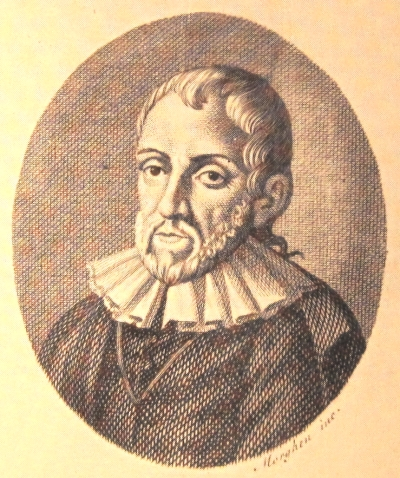
Бернардино Телезио

Итальянский учёный и философ Бернардино Телезио в XVI веке создал панпсихистскую философскую систему, которая оказала значительное влияние на западную философию, преимущественно опосредованное через работы Джордано Бруно, Томмазо Кампанеллы, Фрэнсиса Бэкона и Томаса Гоббса. Отличительная особенность философии Телезио состоит в критическом отношении к метафизике и отстаивании эмпирического научного подхода. Как и Эмпедокл, Бернардино Телезио постулировал существование в природе двух противоположных сил, которыми он считал тепло и холод. В результате взаимодействия этих сил формируется пассивная материя, ассоциирующаяся с Землёй. Телезио утверждал, что присутствующие во всех вещах тепло и холод наделяют их способностью чувствовать. По этой причине его взгляды иногда характеризуются как пансенсуализм, который представляет собой особую разновидность панпсихизма. Он связывал сознание и психическую деятельность животных с существованием во всей природе «жизненного духа» — особого, тонкого вещества, которое сконцентрировано в мозгу и распределяется по всему организму через нервную систему.

#### Франческо Патрици

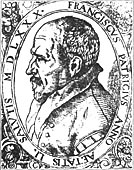
Франческо Патрици

Итальянский философ Франческо Патрици в своём основном труде «Новая философия Вселенной» (Nova de universis philosophia, 1591) ввёл в употребление термин «панпсихизм» и изложил законченную космологическую систему божественного всеединства, в которой мир представлен как девятиуровневая иерархическая одушевлённая целостность. Христианскому догмату о создании мира Богом «из ничего» Патрици противопоставил неоплатоническую концепцию эманации. В центре данной космологической системы находится душа (anima), пронизывающая все уровни бытия. Она одновременно существует и на уровне мировой души, и на уровне человеческой души, и на уровне души неживых вещей.

### XVIII—XIX столетия

#### Дени Дидро

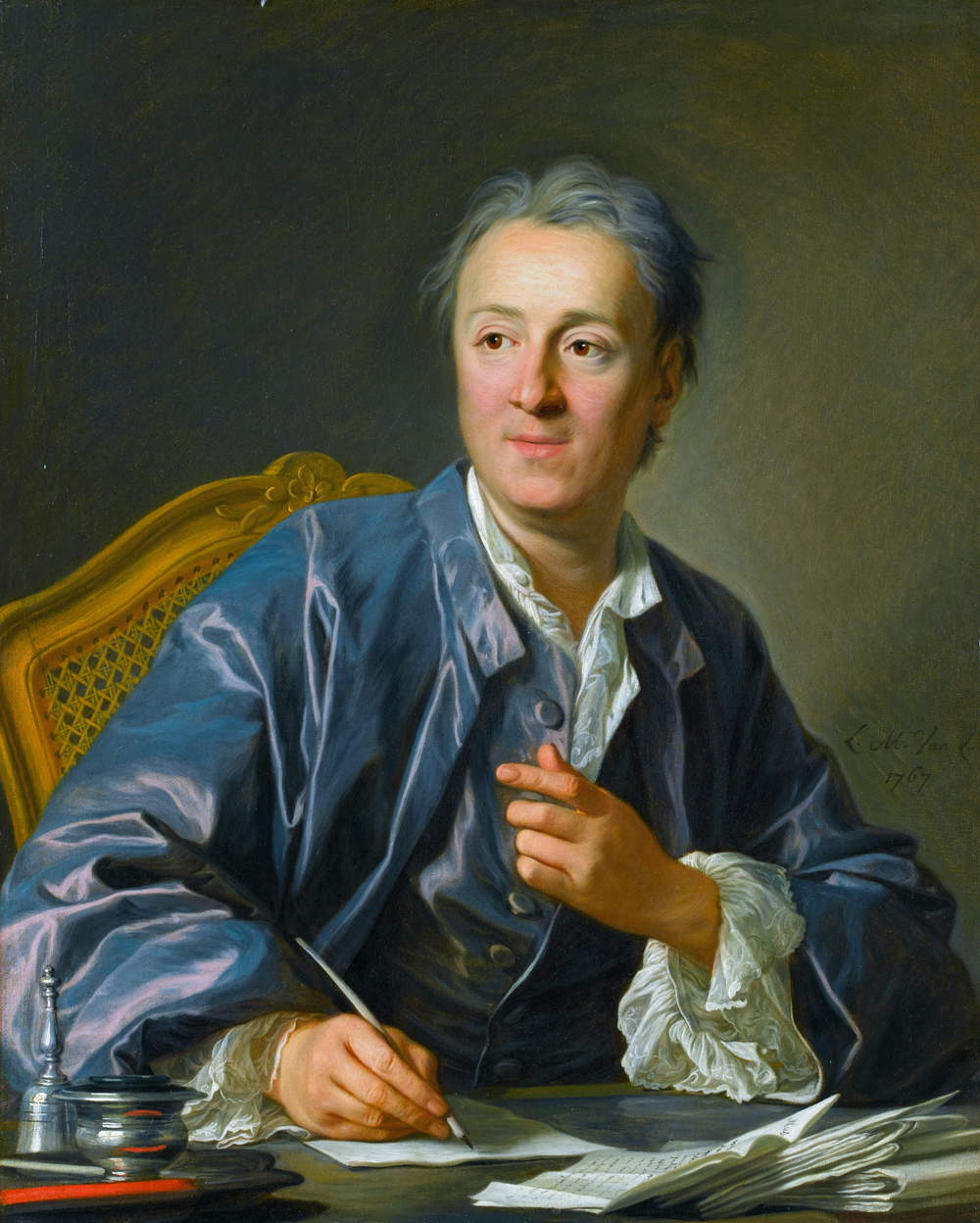
Дени Дидро

Французские мыслители эпохи Просвещения Жюльен Ламетри и Дени Дидро
отвергли концепцию сверхъестественной души и пришли к заключению, что сознание присутствует во всей материи. Это воззрение получило название «виталистический материализм». В 1769 году Дидро опубликовал произведение под названием «Сон Д’Аламбера», где многократно повторяется точка зрения, согласно которой вся материя обладает способностью чувствовать, так что никакой необходимости в картезианской идее «души» нет. В этом произведении содержится следующий фрагмент: «У всякой формы своё счастье и своё несчастье. От слона до тли… и от тли до чувствительной и живой молекулы, источника всего, — во всей природе нет ни одной точки, которая бы не страдала и которая бы не наслаждалась».

#### Иоганн Гердер

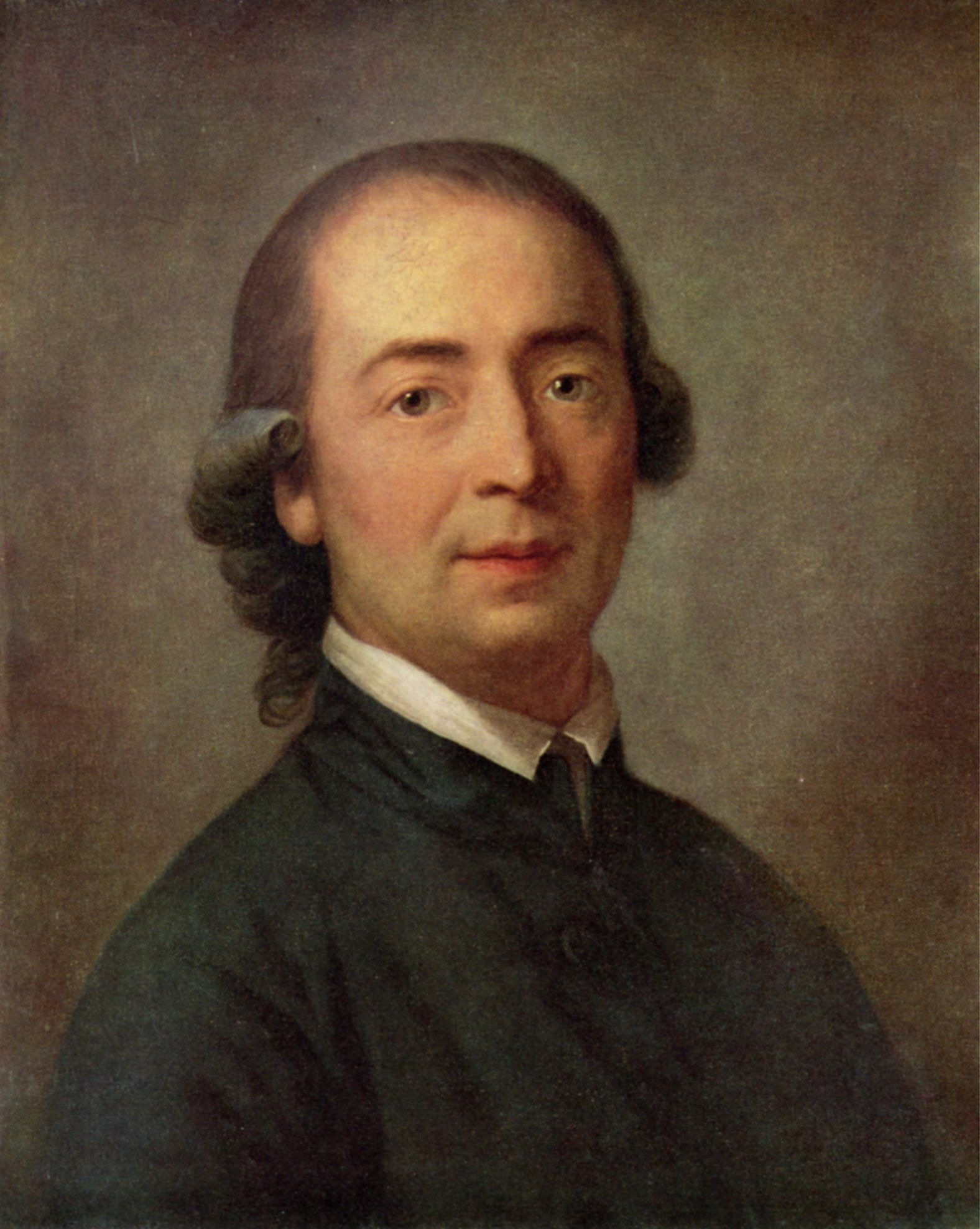
Иоганн Гердер

Немецкий философ, теолог и писатель Иоганн Гердер доказывал, что сила или энергия (нем. Kraft) является единственной субстанциальной основой реальности, которая обладает как психическими, так и физическими свойствами. Он пытался свести к Kraft множество различных природных явлений (гравитацию, электричество, магнетизм, свет) и утверждал, что эти явления представляют собой её отдельные манифестации (Kraefte). В понятие «Kraft» Гердер включал одновременно материю-энергию, жизнь-энергию, дух и сознание. Он наделял растения и камни аналогом души и говорил, что все они обладают сознанием, однако уровни их сознания отличаются друг от друга и от уровней сознания животных.

#### Артур Шопенгауэр

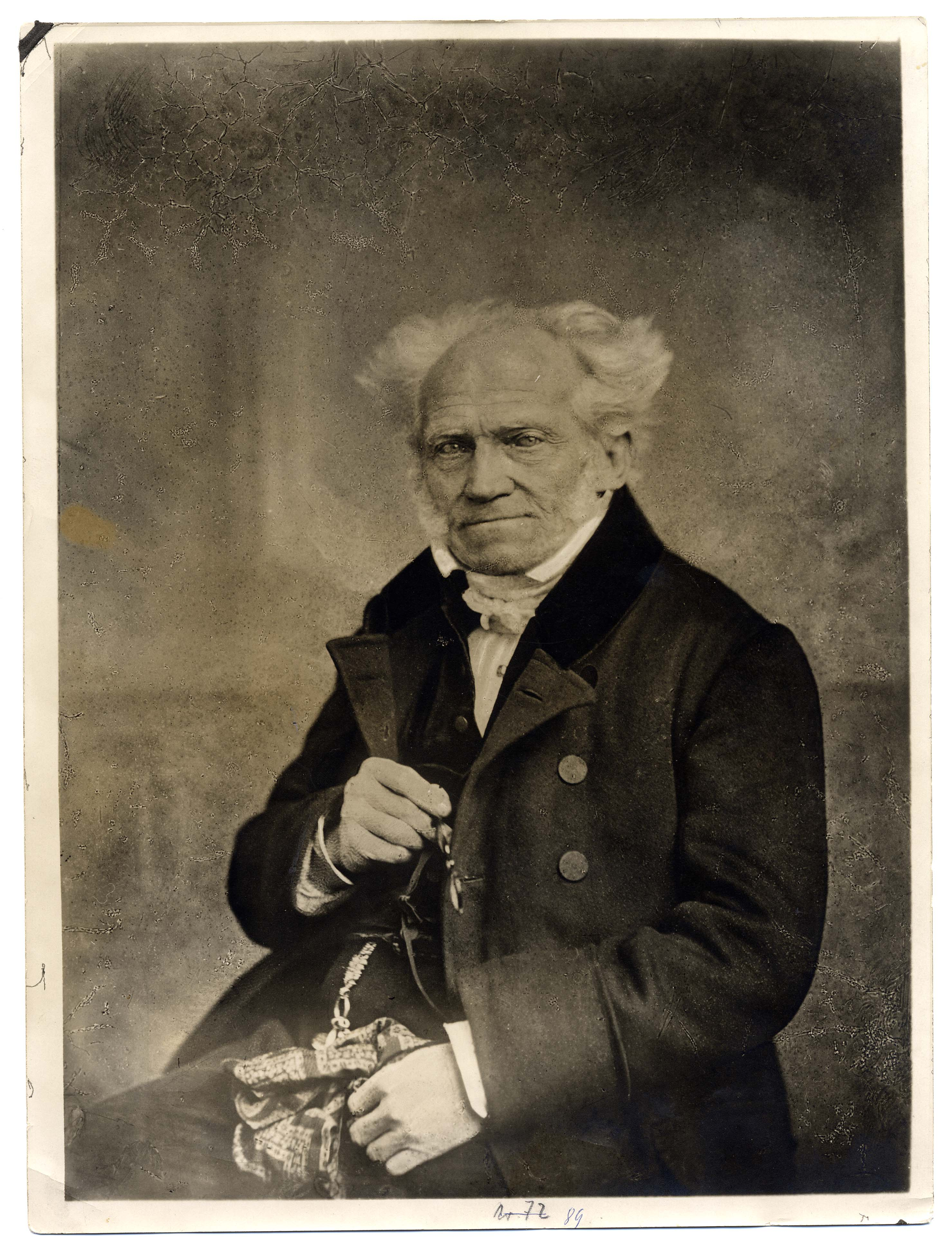
Артур Шопенгауэр (1859)

В философии Артура Шопенгауэра воля играет роль всеобщего сознания. По Шопенгауэру весь мир — воля, объективирующаяся во всем, что нас окружает, включая нас самих: будь то кусок камня, растения, животные — все есть воля, то есть ее объективация. И последней ступенью в объективации воли, по Шопенгауэру, является человек. Будучи основой и сущностью мира, Мировая воля едина, тождественна сама себе, неизменна, пребывает вне времени и пространства, не подчиняется законам причинности. (Мир как воля и представление)
Таким образом, в философии Шопенгауэра всеобщая одушевленность природы принимает форму всеобщей иррациональной воли, понимаемую как неукротимое хотение, желание без начала, цели, конца и причины.

#### Иоганн Вольфганг Гёте

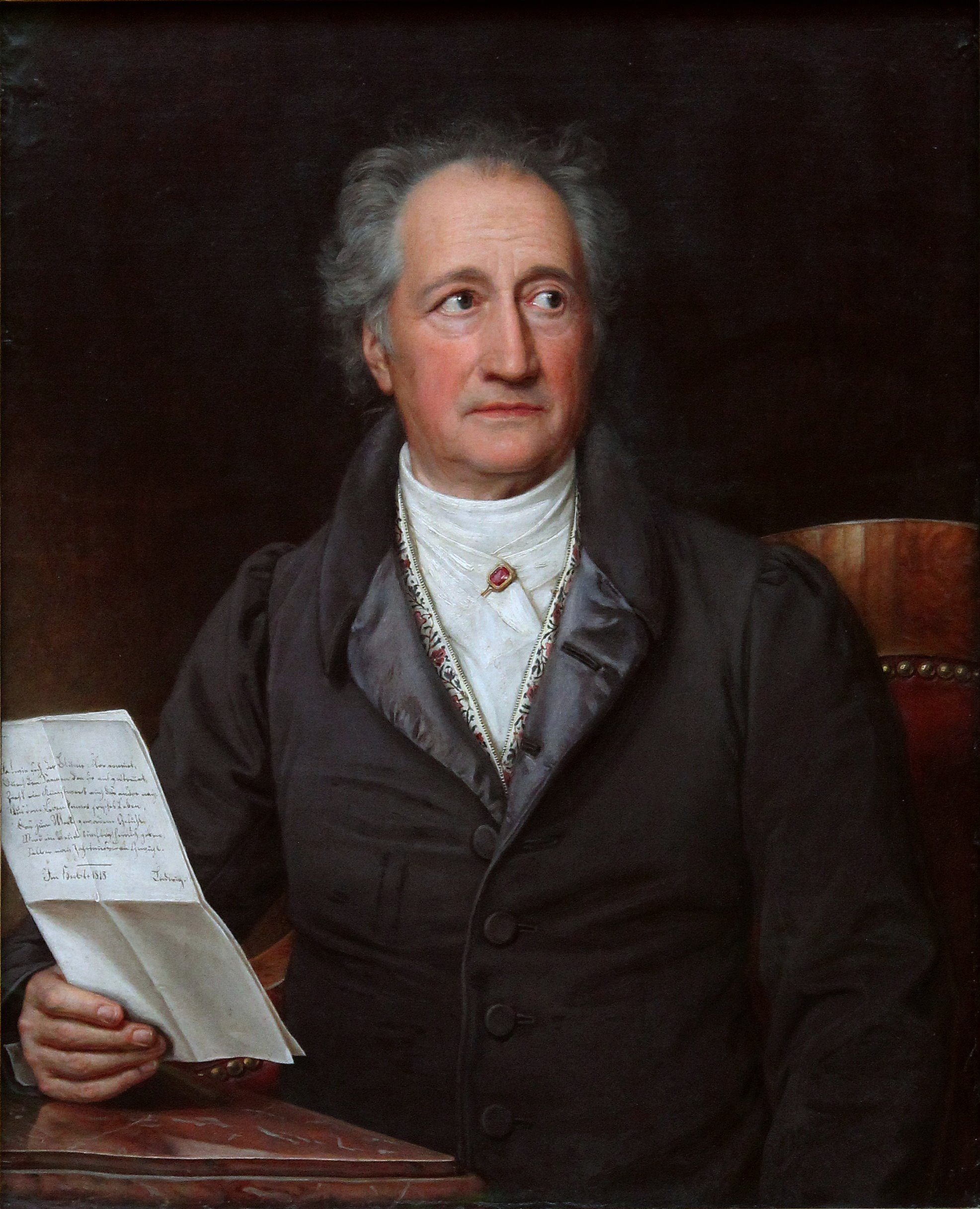
Иоганн Вольфганг фон Гёте

Немецкий поэт и естествоиспытатель Иоганн Вольфганг фон Гёте в своих произведениях развивал поэтическую форму панпсихизма, персонифицировавшую природу. Наиболее чётко приверженность Гёте панпсихизму выражена в его эссе под названием "Пояснение к афористической статье «Природа» (1828):

Но так как материя без духа, а дух без материи никогда не существует и не может действовать, то и материя способна возвышаться, так же как дух не в состоянии обойтись без притяжения и отталкивания.
В этой фразе кратко выражена сущность панпсихизма: материя и сознание не могут существовать друг без друга, при этом они не тождественны друг другу и не редуцируются друг к другу.

#### Густав Фехнер

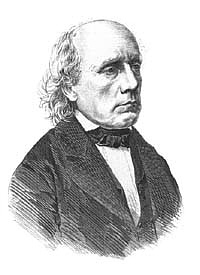
Густав Фехнер

Один из основателей научной психологии Густав Фехнер делал особый акцент на растительной жизни. Он полагал, что растения обладают таким же сознанием, что и спящие животные. В 1836 году за авторством Фехнера вышла «Книжечка о жизни после смерти» («Büchlein vom Leben nach dem Tode»), где он подробно описывал свои панпсихистские взгляды. Она пользовалась большим успехом и в 1904 году была опубликована на английском языке («Little Book of Life After Death») с предисловием другого основателя научной психологии Уильяма Джеймса. Эти же взгляды описываются в одной из наиболее известных работ Фехнера под названием «Нанна, или психическое бытие растений» («Nanna, oder, Über das Seelenleben der Pflanzen»), вышедшей в 1848 году. В 1851 году Фехнер опубликовал книгу под названием «Зенд-Авеста, или явления небес и потустороннего мира» («Zend-Avista: oder über die Dinge des Jenseits vom Standpunkt der Naturbetrachtung»), в которой распространил свой панпсихизм на всю природу в духе отстаивавшейся им двухаспектной метафизики.

#### Рудольф Лотце

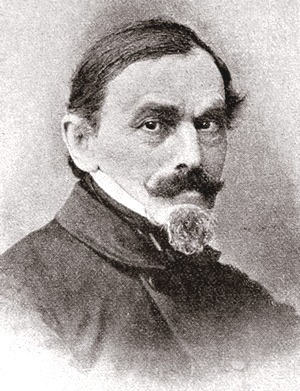
Рудольф Лотце

Немецкий философ, физик и врач Рудольф Лотце, внёсший значительный вклад в развитие научной психологии, разработал учение, характеризуемое современными исследователями как «идеалистический панпсихизм». В одном из своих главных трудов — трёхтомной работе под названием «Микрокосм. Мысли о естественной и бытовой истории человечества: опыт антропологии» («Mikrokosmus. Ideen zur Naturgeschichte und Geschichte der Menschheit», 1856—1864) — Лотце дал развёрнутое описание своих философских взглядов, основанных на отрицании механистического мышления. Он предпринял попытку объединения традиций немецкой идеалистической философии с естественно-научными воззрениями и отстаивал точку зрения, согласно которой все материальные объекты ведут двойную жизнь, снаружи представляясь в виде материи, а внутри обладая психическими свойствами. В «Микрокосме» этот мыслитель призывал расширить психологию за пределы индивидуума. Он отверг теорию психофизического параллелизма, вместо того утверждая активное воздействие самостоятельной души на тело.

#### Эрнст Мах
Австрийский физик и философ-позитивист Эрнст Мах, будучи сторонником строгого эмпиризма, разработал философскую концепцию, представляющую собой вариант психофизического (нейтрального) монизма. В этой концепции преодолевается дуализм духа и материи. Согласно Маху, противоположность физического и психического обусловлена исключительно позицией исследователя. Так, при изучении природы цвета «мы обращаем внимание на его зависимость от источника света (других цветов, теплоты, пространства и т. д.) — перед нами физический объект, но если нас интересует зависимость цвета от сетчатки глаза, то мы имеем дело с объектом психологическим».

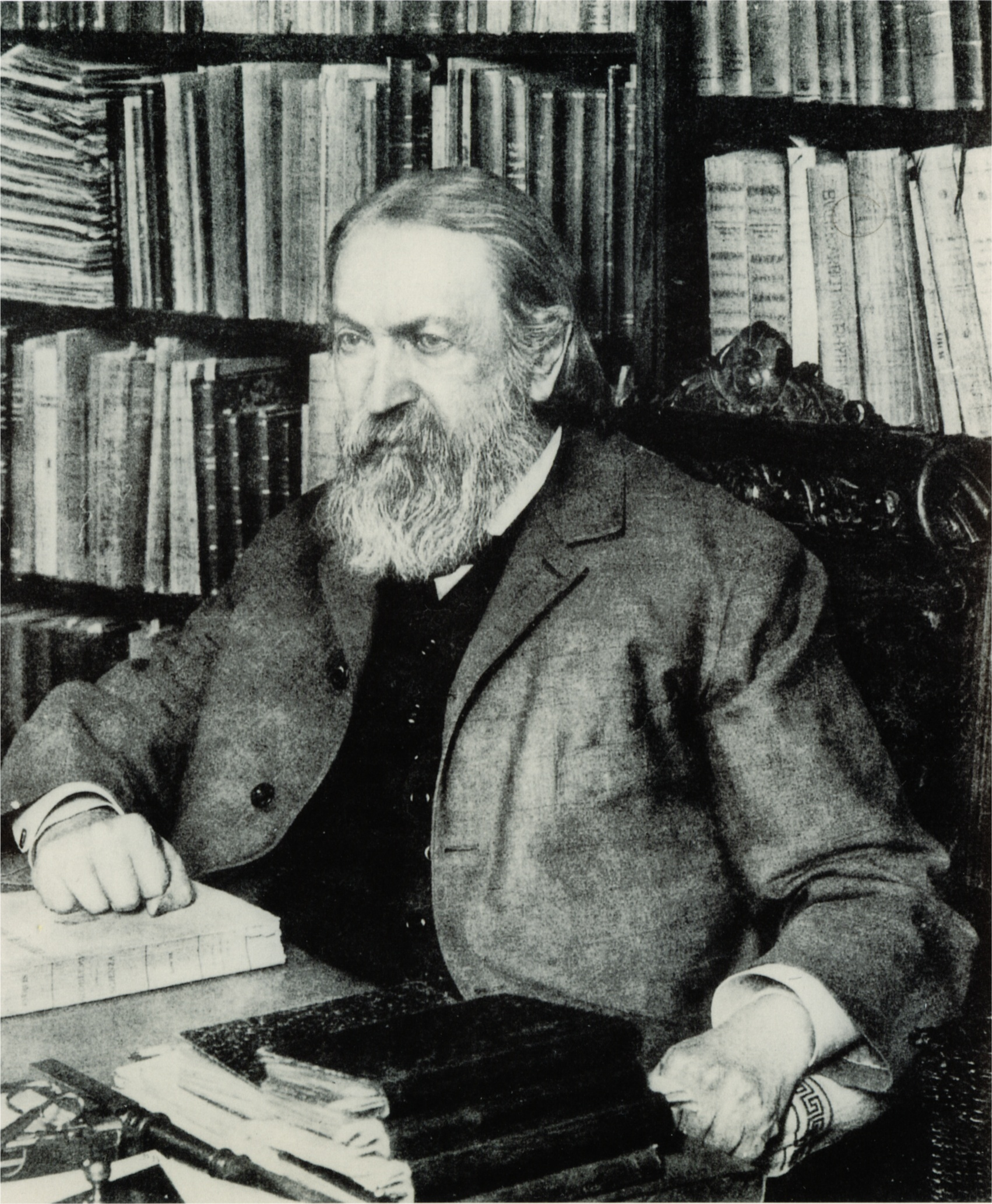
Эрнст Мах

Панпсихистская концепция реальности, разработанная Махом, основана на первичности чувственных ощущений. По его словам, «не вещи (тела), а цвета, тоны, давления, пространства, времена (что мы обыкновенно называем ощущениями) суть настоящие элементы мира».
Критикуя механистический материализм французских просветителей и религиозную мифологию, Мах в своей изданной в 1883 году и принёсшей ему мировую славу книге «Механика в её историческом развитии» («Die Mechanik in ihrer Entwicklung») в духе Артура Шопенгауэра указал на сходство человеческой воли и воли в природе:

И то и другое воззрение содержат неправильные фантастические преувеличения одного одностороннего познания. Разумное же физическое исследование приведёт к анализу чувственных ощущений. Мы тогда познаем, что наш голод не столь уж существенно различен от стремления серной кислоты к цинку и наша воля не так уж различна от давления камня на подставку, как это кажется в настоящее время. Мы тогда снова почувствуем себя ближе к природе, не разлагая ни себя самих на непонятную более для нас кучу молекул, ни природу — на систему привидений.

#### Эрнст Геккель
Немецкий естествоиспытатель и философ Эрнст Геккель характеризуется в современной философской литературе как ведущий теоретик монистического панпсихизма. Он развил теорию, в которой большую роль играет эволюция и единство всех природных феноменов. Основываясь на этих идеях, Геккель привёл к выводу об ошибочности любой двойственности, включая картезианский дуализм сознания и тела. Геккель считал мир одушевлённым и состоящим только из одной духовно-чувственной субстанции, сущность которой не может быть познана наукой, но открывается человеку в акте религиозного откровения при благоговейном созерцании одухотворённой природы.

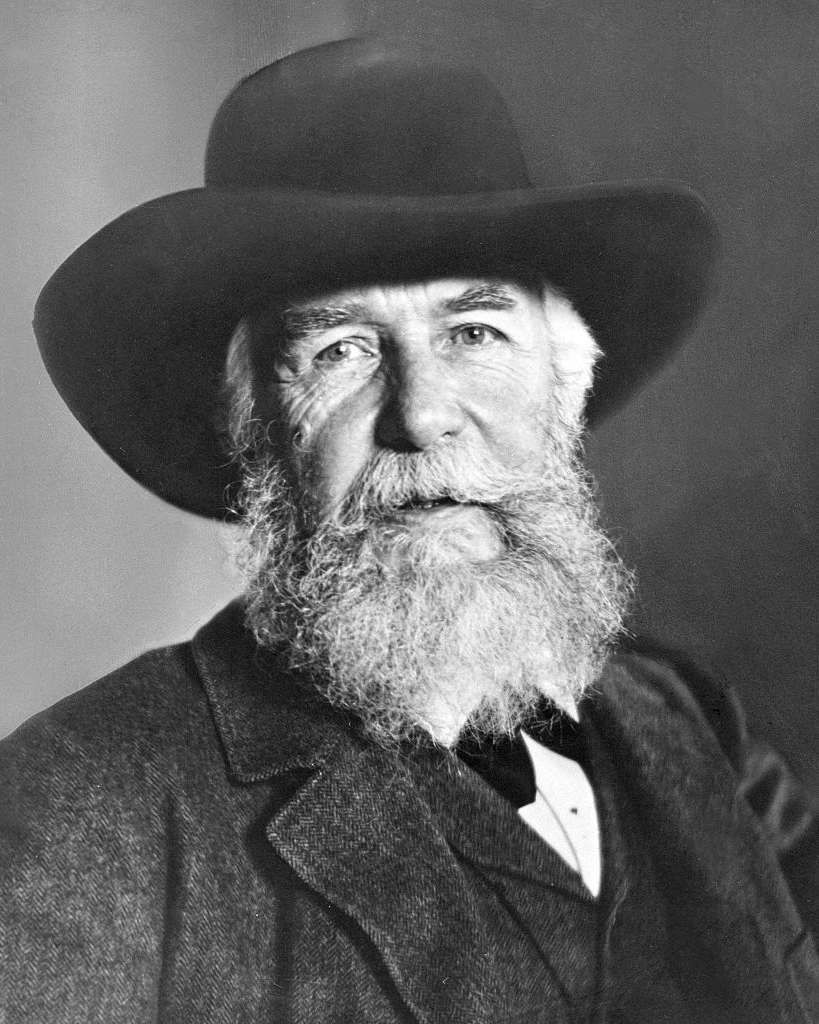
Эрнст Геккель

Этот мыслитель выдвинул аргумент в пользу панпсихизма, который заключается в том, что все природные тела обладают определёнными химическими свойствами, и важнейшим из данных свойств является химическое сродство. Он утверждал, что это химическое сродство различных вещей может быть объяснено только путём предположения о способности молекул ощущать друг дружку. При этом Геккель заявлял, что его концепция монизма отрицает как бесплотный живой дух, так и мёртвую бездушную материю, вместо того предполагая нераздельное единство духа и материи в каждом атоме.

#### Чарльз Пирс
В одной из самых своих известных статей, «Man's Glassy Essence» (1892), Чарльз Пирс утверждал:

Было бы ошибкой считать психические и физические аспекты материи областями абсолютно отдельными. Извне вещь, если рассматривать ее ввиду действий-противодействий с другими вещами, является как материя. Изнутри она, принимая во внимание ее непосредственные характеристика как чувства, является как сознание.

### XX—XXI столетия

#### Уильям Джеймс
Один из основателей научной психологии Уильям Джеймс впервые обратился к теме панпсихизма в своей ставшей впоследствии классической работе «Принципы психологии» (1890), посвятив целую главу трактовке этой теории Клиффордом и выразив к ней явную симпатию. При этом Джеймс с одной стороны, в главе VI выразил мнение, что в отсутствие экспериментальных подтверждений существования простейших элементов сознания панпсихизму не место в психологии, с другой стороны, он указал на логическое соответствие панпсихизма широко обсуждавшейся в то время теории эволюции Чарльза Дарвина, поскольку панпсихизм предполагает эволюционное развитие сознания, а не внезапный переход от лишённой сознания материи к наделённым сознанием живым существам. Свой собственный взгляд на панпсихизм Джеймс впервые описал в лекционных заметках, которые он подготовил для проведения семестрового курса в Гарвардском университете в 1902—1903 гг. В этих заметках он назвал прагматизм своим методом, а плюралистический панпсихизм — своей доктриной.

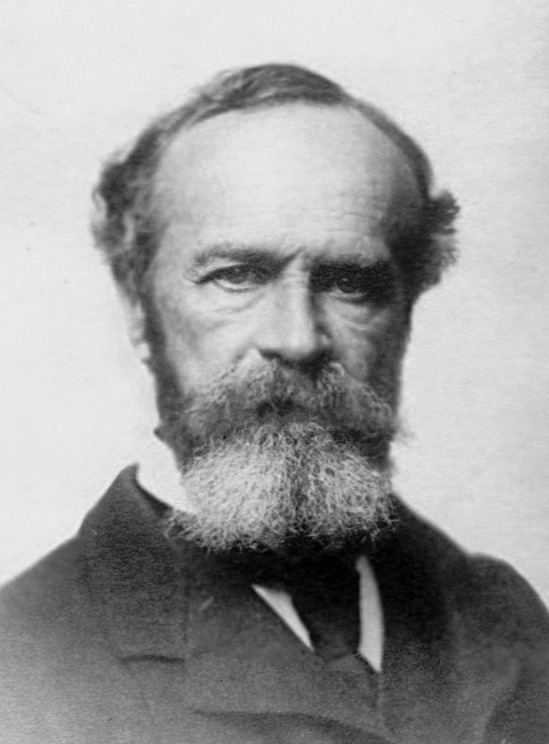
Уильям Джеймс

Приверженность Джеймса панпсихизму была явно и недвусмысленно продемонстрирована им в вышедшей в 1909 году книге «Плюралистическая вселенная» («A Pluralistic Universe»). В ней Джеймс объяснил, что его теория радикального эмпиризма представляет собой разновидность плюралистического монизма, согласно которой все объекты обладают своим собственным восприятием физической реальности. При этом Джеймс подчеркнул, что его мировоззрение почти совпадает с мировоззрением Густава Фехнера.
Панпсихизм Уильяма Джеймса основан на его приверженности теории нейтрального монизма, согласно которой реальность не является ни психической, ни физической, но может представляться психической или физической с разных точек зрения. В своих заметках 1909 года Джеймс написал: «строение описываемой мной реальности относится к психическому типу». Хотя Джеймс выдвинул в «Принципах психологии» ряд убедительных аргументов против панпсихизма, современные авторы, проанализировавшие поздние взгляды Джеймса, считают его сторонником этой концепции.

#### Анри Бергсон
Французский философ Анри Бергсон полагал, что на начальных этапах эволюции материи существование сознания в виде неопределённой и смутной активности предшествовало появлению нервной системы. В книге «Творческая эволюция» он отмечал: 

Было бы так же нелепо отказать в сознании животному, потому что оно не имеет мозга, как заявить, что оно не способно питаться, потому что не имеет желудка.

#### Альфред Уайтхед
Британский математик и философ Альфред Уайтхед внёс наиболее значительный вклад в защиту и развитие панпсихизма среди всех философов XX столетия. Он предложил радикальное изменение концепции фундаментальной природы мира. В качестве замены традиционной космологии, основанной на триаде материи, пространства и времени, Уайтхед разработал метафизику процесса, в которой ключевая роль отводится событиям опыта и процессам их создания и исчезновения. Панпсихизм Уайтхеда основывается на идее о том, что простейшие события, из которых состоит мир, отчасти носят ментальный характер.
Данная концепция направлена на преодоление дуализма инертной материи и воспринимающего разума. Предложенное Уайтхедом новое понятие «опыта» предусматривает такую степень обобщения, что из него исключаются любые свойства, присущие только высшим животным. Этот мыслитель подверг резкой критике распространённое мнение, согласно которому опыт состоит из совокупности дискретных чувственных впечатлений и идей. С точки зрения Уайтхеда, событие опыта представляет собой самопорождающийся процесс «сращения» прошлого опыта и внешних качеств и энергий, ассимилируемых («схватываемых») собственным внутренним единством опыта. Носители опыта в качестве физических существ бессознательно воспринимают внешнюю действительность как нечто оказывающее на них причинное воздействие, а в качестве ментальных существ они реагируют на это воздействие очередной интеграцией опыта (которая может быть как сознательной, так и бессознательной).

#### Бертран Рассел
Британский учёный и философ Бертран Рассел после длительной эволюции своих философских взглядов стал сторонником нейтрального монизма. Он считал, что первичная реальность состоит из событий, занимающих различные части пространства-времени, а материя и сознание представляют собой различные формы проявления этой первичной реальности. Если события описываются на языке физики, они рассматриваются в рамках физики. Если они описываются на психологическом языке, то изучаются психологами.

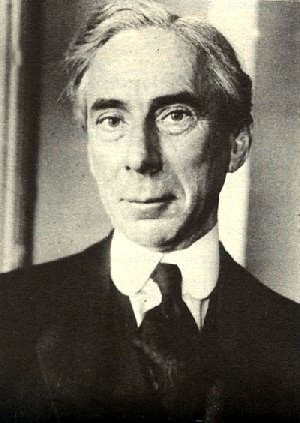
Бертран Рассел

Рассел начал выражать особенно решительную поддержку панпсихизму в конце 1920-х годов. В своей книге «Очерк философии» («An Outline of Philosophy», 1927) он написал, что не видит чёткой границы между сознанием и материей, а видит только различные степени интенсивности психической деятельности, так что сознание устрицы является менее развитым, чем сознание человека, однако устрица не лишена сознания полностью.
Рассел полагал, что невозможность проведения чёткой границы между материей и сознанием отчасти обусловлена тем, что важнейшим аспектом сознания является память, подобием которой обладает и неживая материя. С его точки зрения, физический мир не является жёстко детерминированным законами причинности, поскольку любой объект, вплоть до атома, обладает своего рода ограниченной свободой воли. В опубликованной в 1956 году книге «Портреты по памяти» Рассел написал, что понятие памяти приложимо ко всем физическим объектам и системам, использовав в качестве примера течение реки:

…если мышление состоит из определённых изменений поведения в соответствии с предшествующими событиями, то следует сказать, что русло реки мыслит, хотя его мышление является недоразвитым.

#### Чарльз Хартсхорн
Американский философ Чарльз Хартсхорн в рамках своей процесс-философии разработал панпсихизм процесса. Начиная с опубликованной в 1937 году книги «По ту сторону гуманизма» («Beyond Humanism»), он на протяжении четырёх десятилетий в ряде своих работ отстаивал мнение, что все обособленные объекты обладают подобием души. Хартсхорн создал философскую систему, объединяющую идеи Лейбница и Уайтхеда, которую он называл панпсихизмом или физикализмом. Эта система позиционировалась её автором как третий путь между материализмом и дуализмом.
Панпсихизм/физикализм Хартсхорна предполагает, что любые природные единицы обладают внутренней, а не только инструментальной ценностью, даже если они не представляются обладающими сознанием (например, электроны или растительные клетки). По этой причине метафизика Хартсхорна создаёт основу и для признания эстетической ценности природы, и для экологической этики.
Хартсхорн доказывал необходимость принятия панпсихистской посылки об объединении субъекта и объекта в познавательном опыте континуума, согласно которой все элементы опыта, включая физические, проникнуты «чувством» и «социальностью». На этом основании он предлагал рассматривать физику в рамках психологии вместо того, чтобы рассматривать психологию в рамках физики.

## Панпсихизм как альтернатива эмерджентизму
Существуют два основных научных подхода к сознанию: эмерджентизм и панпсихизм. Согласно первому подходу, сознание представляет собой новое свойство иерархической рекурсивной системы, возникающее в результате сложного взаимодействия между её отдельными компонентами. Согласно второму подходу, сознание возникает благодаря мозговым процессам, обеспечивающим доступ к нередуцируемым психическим компонентам физической реальности, которые имеют такую же фундаментальную природу, что и электрический заряд или спин.
Все существующие в настоящее время физикалистские теории сознания имплицитно основываются на теории эмерджентизма, то есть на идее о том, что некое качество (в данном случае сознание) возникает на какой-то стадии развития материи, полностью лишённой этого качества на более ранних стадиях. При этом ни одна из физикалистских теорий сознания не даёт столь же удовлетворительного объяснения идее эмерджентности применительно к сознанию, какое было дано проблеме эмерджентности, к примеру, в химии. Ввиду отсутствия такого объяснения панпсихизм остаётся одним из возможных решений проблемы возникновения сознания, которое может быть включено в современную научную картину мира.
Панпсихизм является полной противоположностью эмерджентизму. Сторонники панпсихизма с древних времён доказывали ошибочность идеи эмерджентности применительно к сознанию. Их аргументация заключалась в том, что сознание не может возникнуть из ниоткуда, а потому оно всегда присутствовало во Вселенной с момента её возникновения. В 1977 году была опубликована статья крупного американского биолога Сьюэла Райта под названием «Панпсихизм и наука» («Panpsychism and Science»), в которой он доказывал, что сознание не могло возникнуть из ниоткуда, поскольку это было бы настоящим чудом. Американский философ Томас Нагель в своём эссе 1979 года под названием «Панпсихизм» («Panpsychism») рассмотрел этот аргумент, хотя и воздержался от его развития.
Главная проблема эмерджентизма применительно к сознанию состоит в том, что оно коренным образом отличается от других явлений. Если появление пятипалых теплокровных животных представляет собой перестройку структуры существующей физической материи, то сознание имеет совершенно иной онтологический статус. Оно является фундаментальным аспектом бытия, в отличие от структурных биологических особенностей. Кроме того, возникновение сознания представляет собой не просто филогенетический факт давно минувшего этапа эволюции, а происходит буквально ежедневно, к примеру, при развитии человеческого эмбриона. Если эмбрион не имеет сознания, а новорождённый младенец его имеет, то остаётся неясным онтогенетический механизм возникновения сознания.
Британский философ Гален Стросон в своей статье 2006 года развил данный аргумент более детально. Он выдвинул следующую аргументацию:
- во вселенной существует только одна абсолютная реальность (Стросон охарактеризовал данный взгляд как «реалистичный физикализм»);
- психические (экспериенциальные) явления представляют собой составную часть этой единой реальности, то есть представляют собой физические явления;
- психические явления не могут возникнуть из материи, лишённой психических свойств;
- следовательно, единая реальность и все вещи являются экспериенциальными, то есть обладают психическими свойствами.

Исходя из данной аргументации, Стросон сделал вывод, что панпсихизм является не просто одной из возможных форм реалистичного физикализма, а единственно возможной формой реалистичного физикализма. По его словам, возникновение сознания из лишённой сознания материи по определению всякий раз следовало бы рассматривать как чудо.

## Панпсихизм в современной нейронауке и философии сознания

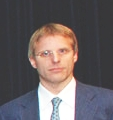
Создатель теории интегрированной информации Джулио Тонони

Несмотря на то, что классическая философия часто обращалась к панпсихизму, с появлением философии сознания в середине XX века эта идея потеряла всякую привлекательность для представителей профессиональной философии. Однако в 90-е годы австралийский философ Дэвид Чалмерс сумел собрать несколько мощных аргументов против физикализма и показал, что панпсихизм является логически непротиворечивой и даже по своему привлекательной теорией. Позже, во многом благодаря Галену Стросону, появилась группа молодых философов, защищающих различные виды панпсихизма. Взрыв интереса к научным и философским исследованиям сознания, произошедший в наши дни под влиянием «когнитивной революции», вновь разжёг споры о вечной дилемме эмерджентизма и панпсихизма. Заново озвученные в недавние времена некоторыми философами, прежде всего Дэвидом Чалмерсом, и вновь влиятельные тезисы о том, что объяснение сознания является уникально трудной проблемой для науки, заставили ещё раз взяться за исследование метафизических оснований научного мировоззрения (см. The Conscious Mind 1996). Чалмерс называет эту проблему «трудной проблемой сознания»; иногда её также называют «провалом в объяснении» или «проблемой порождения». Ключевая трудность состоит в том, как в натуралистических терминах объяснить порождение сознания «простой материей». И вновь нужно решать, возникает ли психика и как именно это происходит, существует ли она лишь при соблюдении каких-то специфических и не всеобщих естественных нементальных условий, или же сама психика составляет часть фундаментальной структуры мира, возможно, в духе идей панпсихистов.
В последние годы наблюдается рост популярности панпсихизма в среде нейроучёных. Три нейробиологических теории сознания, относящихся к числу наиболее влиятельных, базируются на современной версии панпсихизма: теория рекуррентной обработки (Local Recurrence Theory), теория динамического ядра (Reentrant Dynamic Core Theory), а также теория интегрированной информации, разработанная одним из самых известных современных нейробиологов Джулио Тонони. Кристоф Кох сказал по этому поводу: «теория Тонони предлагает научную, действенную, обладающую предсказательной силой и математически точную форму панпсихизма 21 столетия. Это гигантский шаг на пути к окончательному решению древней проблемы души и тела».
Нейробиолог Антти Ревонсуо считает, что панпсихизм остаётся философской концепцией, а не тестируемой научной гипотезой, пока не созданы приборы, позволяющие обнаруживать сознание.